# Тархановка (река)
Тарха́новка (фин. Vilajoki — Ви́лайоки) — река в Финляндии и России. Берёт начало в провинции Южная Карелия (водораздел простирается в муниципалитетах Лаппеэнранта и Луумяки), после российско-финляндской границы протекает в Селезнёвском сельском поселении Выборгского района Ленинградской области. Впадает в озеро Холмогорское, через которое протекает река Великая. Длина реки — 6 км, площадь водосборного бассейна — 34,5 км².

## Данные водного реестра
По данным государственного водного реестра России, относится к Балтийскому бассейновому округу, водохозяйственный участок реки — Реки и озера бассейна Финского залива от границы РФ с Финляндией до северной границы бассейна р. Нева, речной подбассейн реки — Нева и реки бассейна Ладожского озера (без подбассейна Свирь и Волхов, российская часть бассейнов). Относится к речному бассейну реки Нева (включая бассейны рек Онежского и Ладожского озера).